# Bitwa pod Rocroi

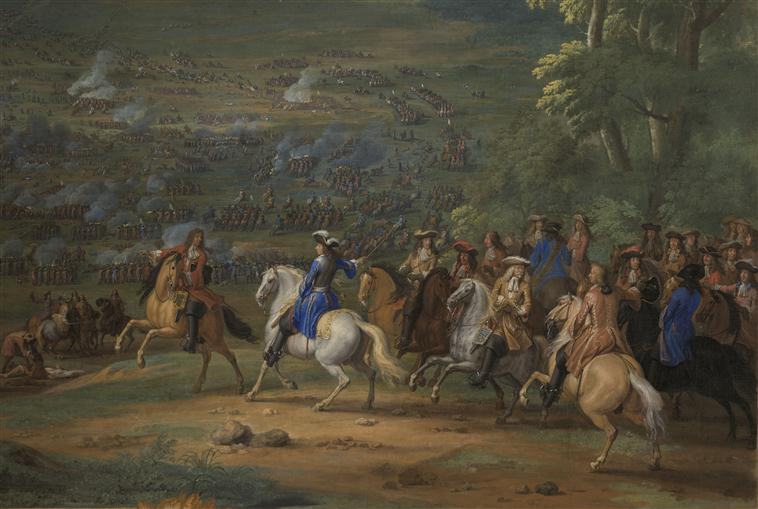
Książę d’Enghien w bitwie pod Rocroi

Bitwa pod Rocroi – starcie zbrojne, które miało miejsce 19 maja 1643 roku podczas wojny francusko-hiszpańskiej 1635–1659 (wojna trzydziestoletnia).
Starcie zakończyło się zwycięstwem 22-tysięcznej armii francuskiej dowodzonej przez księcia d’Enghien przyszłego Kondeusza Wielkiego nad siłami hiszpańskimi pod wodzą Francisco de Melo w liczbie 26 tysięcy żołnierzy. Porażka zakończyła hiszpańskie panowanie militarne w Europie.

## Przed bitwą
Powodem ataku na francuską twierdzę Rocroi przez siły hiszpańskie Francisco de Melo była chęć zmniejszenia francuskiego nacisku na Katalonię. 12 maja 1643 r. Hiszpanie podciągnęli w pobliże miasta przygotowując się do oblężenia. W tym samym czasie siły księcia d’Enghien wkroczyły na terytorium Szampanii. Po otrzymaniu informacji o zagrożeniu Rocroi, książę zdecydował się na odsiecz miastu. Dzięki szybkiemu marszowi wojska francuskie znalazły się w krótkim czasie o parę kilometrów od pozycji hiszpańskich wokół twierdzy. 17 maja Francuzi wzmocnili dodatkowo garnizon twierdzy oddziałem liczącym 150 muszkieterów. Dzień później obie armie zajęły pozycje naprzeciw siebie, rozpoczynając ostrzał artyleryjski swoich pozycji. Celem księcia d’Enghien było jak najszybsze pokonanie wroga, zanim otrzyma on posiłki pod wodzą Johanna von Becka w sile 1000 jazdy i 3000 żołnierzy piechoty.

### Siły przeciwników
Siły francuskie liczyły łącznie 22 000 ludzi: 18 batalionów piechoty, 32 kompanie kawalerii. 15 batalionów piechoty pod wodzą Espenana ustawionych zostało w dwóch liniach. Kawaleria stanęła na obu skrzydłach, lewe skrzydło (13 kompanii) pod dowództwem La Ferte, prawym skrzydłem (15 kompanii) dowodzili książę d’Enghien oraz Gassion. W rezerwie dowodzone przez barona de Sirot stanęły 3 bataliony piechoty oraz 4 kompanie kawalerii. Dodatkowo pomiędzy obiema liniami piechoty książę ustawił od 6000 do 10 000 muszkieterów. Armia hiszpańska liczyła 19 batalionów piechoty ustawionych w dwóch liniach (odpowiednio 10 i 9 batalionów). Kawaleria podobnie jak po stronie francuskiej rozlokowana została na obu skrzydłach. Prawą stroną (7 regimentów) dowodził Isenburg, lewą (12 regimentów) książę Alburquerque. W rezerwie stanęła kompania pod wodzą barona von Andre. W nocy 18 maja de Melo polecił muszkieterom wzmocnić lewą flankę, którą uważał za najbardziej zagrożoną.

## Bitwa
Obie armie uderzyły na siebie równocześnie, wkrótce po świcie. Piechota hiszpańska w centrum zmusiła do wycofania piechotę francuską. Hiszpańska kawaleria prawego skrzydła zaczęła spychać jazdę lewego skrzydła francuskiego. Na przeciwnym skrzydle jazda francuska zaczęła spychać kawalerię hiszpańską. Atak ten został wsparty przez Kondeusza, który uderzył piechotą na lewe skrzydło piechoty hiszpańskiej, co zatrzymało atak Hiszpanów (cofająca się piechota francuska nie została rozbita). Lewoskrzydłowa kawaleria hiszpańska próbowała kontratakować, ale wejście do walki francuskiego odwodu doprowadziło do jej rozbicia. Następnie Kondeusz z kawalerią z prawego skrzydła przejechał za tyłami piechoty hiszpańskiej i uderzył na tyły hiszpańskiej kawalerii na prawym skrzydle hiszpańskim rozbijając ją. W tej sytuacji z pola bitwy uszły jednostki piechoty złożone z Walonów i Niemców. Jednostki złożone z rodowitych Hiszpanów zostały okrążone i były masakrowane ogniem artylerii, ale mimo to odparły cztery kolejne ataki francuskiej kawalerii i piechoty. W końcu księciu d’Enghien udało się wynegocjować warunki honorowej kapitulacji hiszpańskiej, do której doszło dnia 19 maja o godz. 10. Jednostki hiszpańskie z bronią i sztandarami odeszły z pola bitwy. Hiszpanie stracili 7500 zabitych przy 4500 po stronie francuskiej. Zwycięstwo francuskie pod Rocroi wzmocniło prestiż dynastii Conde oraz spadek wpływów hiszpańskich w Katalonii. Bitwa jest również uznawana za koniec świetności hiszpańskich formacji tercios.